# 何艾
何艾（越南语：／，1890年—1976年），阮朝举人、官员。

## 生平
1890年，何艾生于廣南省延福縣富贵社（今屬廣南省奠磐市社奠光社）。祖父三次考中秀才，曾參與勤王運動。
維新六年（1912年），何艾在承天場考中壬子科舉人，時年21歲。在順化候補場學習的何艾結識了同學吳廷琰，未來的越南共和國總統。畢業於候補場後，何先後在平定省、清化省、廣治省、平順省、承天府、河靜省、乂安省任職。
1945年，何艾任崑嵩管道。1945年8月，崑嵩和越南其他地區一樣爆發了革命，何艾將政權移交給革命政府後回鄉。
回鄉居住一段時間後，何艾前往順化教授漢字，後至西貢與長子一起生活，於1976年逝世。

## 著作
- 回憶錄《焦桐曲》（Khúc tiêu đồng）[2]

## 外部鏈接
- 《焦桐曲》有聲讀物 （页面存档备份，存于）